# Leo Jansen

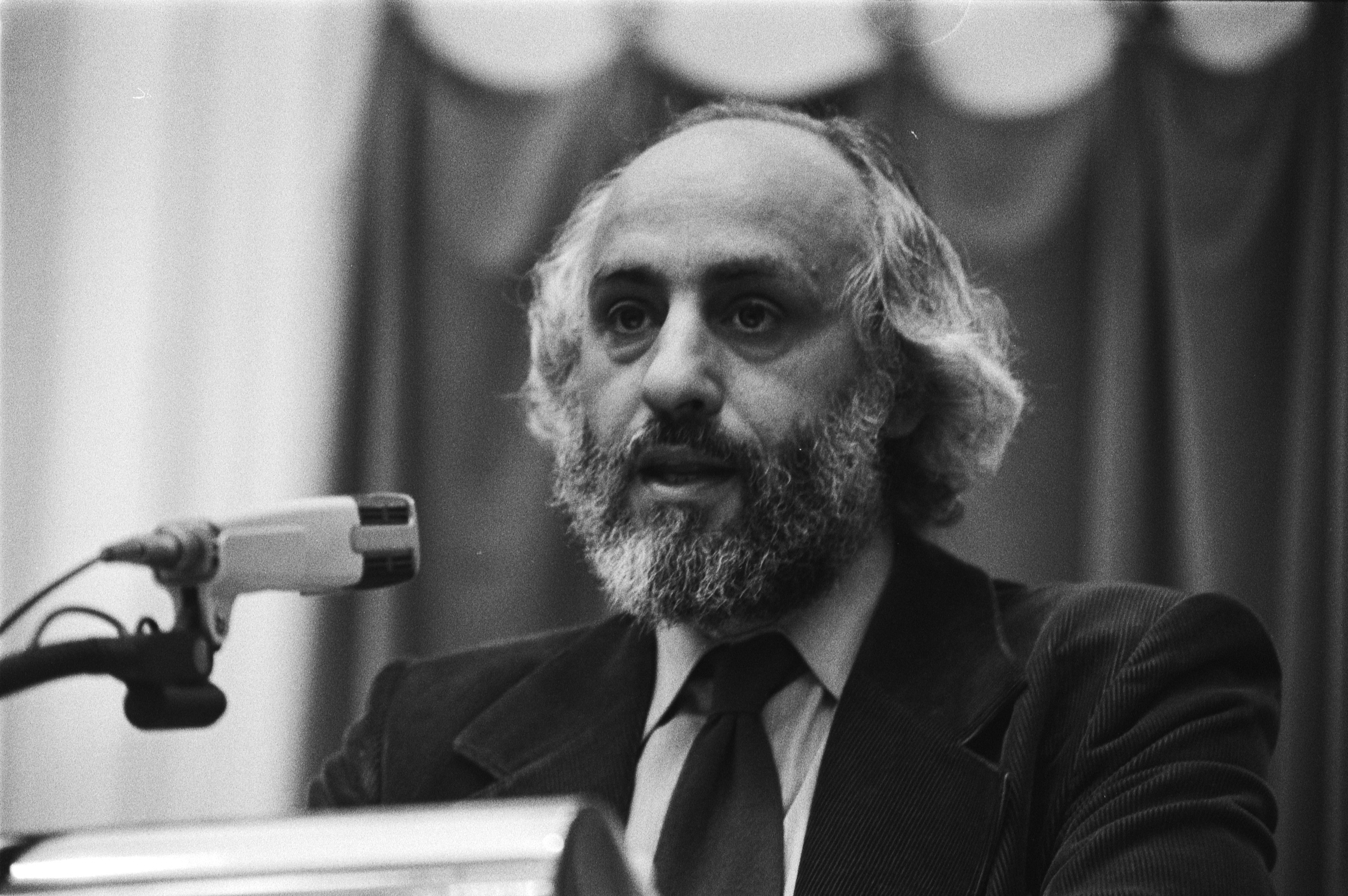
Leo Jansen (1978 im Parlament)

Julianus Leonardus Arnoldus (Leo) Jansen (* 23. Juni 1934 in Hillegersberg; † 16. August 2012 in Woerden) war ein niederländischer Politiker und Nachhaltigkeitsforscher.

## Leben und Wirken
Jansen studierte Chemietechnik, um dann ab 1960 bei der Enka Glanzstoff bzw. bei AKU im Bereich Kunststoffforschung zu arbeiten; daneben promovierte er 1967 an der TU Delft. Politisch tätig für die KVP, aus der sich die PPR entwickelte, wurde er 1973 ins niederländische Parlament gewählt, dem er bis 1981 angehörte. Dort war er insbesondere in den Bereichen Umwelt- und Energiepolitik tätig. Anschließend wechselte er ins niederländische Umweltministerium, wo er zuletzt bis zu seiner Pensionierung 1999 als Leiter des interministeriellen Programms für Nachhaltige Technikentwicklung tätig war, das als international beispielhaft gilt.
1990 wurde er an der TU Delft zum Professor für Umwelttechnik ernannt. Seit 1996 war er der Vorsitzende der Universitätskommission zur Integration der nachhaltigen Entwicklung in Erziehung und Forschung der Universität; 2001 wurde diese Kommission unter seinem Vorsitz zu einer universitätsweiten Plattform umgewandelt.
Weiterhin war er der Vorsitzende der Jury für den Niederländischen Preis für Umwelt und Industrie und Mitglied mehrerer Beratungs- und Programmorganisationen im Bereich Technik und Umwelt.
Jansen wurde für seine Verdienste mit dem Orden von Oranien-Nassau (Kommandeurklasse) ausgezeichnet und erhielt im Jahr 2000 die Ehrenmedaille der Koninklijke Nederlandse Akademie van Wetenschappen. 2002 verlieh ihm die Open Universiteit Nederland die Ehrendoktorwürde.

## Schriften
- Paul Weaver, Leo Jansen, Geert van Grootveld, Egbert van Spiegel, Philip Vergragt Sustainable Technology Development Greenleaf: Sheffield 2000, ISBN 978-1-874719-09-0